# Caravan Girl
"Caravan Girl" är en låt av den engelska elektroniska duon Goldfrapp, utgiven som den tredje singeln från albumet Seventh Tree den 30 juni 2008. Låten skrevs och producerades av Alison Goldfrapp och Will Gregory med ytterligare produktion av Flood. Den har uppnått plats 54 på den brittiska singellistan.
I kontrast mot flera av albumets mer lågmälda downtempolåtar är "Caravan Girl" mer av en uppbyggande poplåt. Enligt Heather Phares på Allmusic fångar låten den oemotståndliga frestelsen av att springa iväg med stora hooks uppbackade av ännu större wall of sounds.
Viden till låten regisserades av The Malloys och är den första Goldfrapp-videon som inte Alison medverkar i. Istället ser man en tjej som åker longboard. Delar av videon filmades i Cambria, Kalifornien.

## Låtlistor och format
Brittisk 7"-vinyl
(MUTE401; Släppt 30 juni 2008 i begränsad upplaga)
1. "Caravan Girl" (edit) – 3:40
2. "Little Bird" (Animal Collective remix) – 3:19

Brittisk CD-singel
(CDMUTE401; Släppt 30 juni 2008)
1. "Caravan Girl" (albumversion) – 4:03
2. "Happiness" music video

Brittisk CD-maxisingel
(LCDMUTE401; Släppt 30 juni 2008)
1. "Caravan Girl" (körsjungen liveversion) – 4:42
2. "Monster Love" (akustisk liveversion) – 4:38
3. "Little Bird" (live vid The Union Chapel) video

Digital EP
1. "Caravan Girl" (albumversion) – 4:03
2. "Little Bird" (Animal Collective remix) – 3:19
3. "Caravan Girl" (körsjungen liveversion) – 4:42
4. "Monster Love" (akustisk liveversion) – 4:38

Promosingel
(RCDMUTE401; Släppt 2008)
1. "Caravan Girl" (edit) – 3:40

## Listplaceringar
| Lista (2008)           | Högsta position |
| ---------------------- | --------------- |
| Brittiska singellistan | 54              |